# Monte María (Villa Nueva)

Monte María, es una comunidad que pertenece a la zona 12  de Villa Nueva, en el departamento de Guatemala, Guatemala. Está asentada en el sur del Valle de La Virgen, a una distancia de 7.1 kilómetros del centro de la Cabecera Municipal de Villa Nueva y a 12.6 kilómetros del centro de la Ciudad de Guatemala. La colonia colinda al norte con la zona 12 de Villa Nueva, al este con la zona 12 de Guatemala, al sur con la colonia Villa Lobos y al oeste con Castañas en la zona 11 de Villa Nueva. La municipalidad de Villa Nueva estima que más de 10 mil personas habitan dicha comunidad.

## Sistema de Transporte
La Estación Monte María se ubica en esta localidad, dicha estación de buses BRT del Transmetro es utilizada por los vecinos de esta zona para trasladarse a diferentes puntos de Villa Nueva o Guatemala. Sin embargo, en la actualidad es muy complicado el ingreso a la colonia debido a que, el sistema de código de acceso es ineficiente.